# Parlamento sloveno
Il parlamento sloveno (in lingua slovena: Parlament Slovenije) è l'organo legislativo della Slovenia.
Esso si compone di due camere, l'Assemblea nazionale (camera bassa) e il Consiglio nazionale (camera alta).

## Storia
L'Assemblea costituente delle Repubblica popolare di Slovenia (Ustavodajna skupščina Ljudske republike Slovenije), organo supremo del potere dello Stato sloveno, si riunì per la prima volta il 18 novembre 1946 con il compito principale di scrivere la costituzione repubblicana. Dopo l'adozione della Costituzione, avvenuta il 16 gennaio 1947, l'Assemblea costituente fu trasformata nell'Assemblea del Popolo della Repubblica Popolare di Slovenia (Ljudska skupščina Ljudska Repubblica di Slovenia), organo monocamerale. A seguito dell'entrata in vigore della legge costituzionale 3/53 UL LRS del 12 febbraio 1953 divenne un'assemblea bicamerale, composta dall'Assemblea repubblicana (Republiški zbor, i cui membri erano eletti nelle città e nei villaggi a suffragio universale diretto) e dall'Assemblea dei produttori (Zbor proizvajalcev, i cui membri erano nominati all'interno del mondo del produzione, del trasporto e del commercio).
Entrambe le camere avevano gli stessi poteri legislativi, in particolare, al momento di decidere le questioni costituzionali, sul piano sociale, in materia di economia, lavoro e sicurezza sociale, in materia elettorale e di spese parlamentari. Le riunioni avvenivano separatamente, ad eccezione dell'elezione del presidente e dei membri del governo (Comitato esecutivo) e dei giudici della Corte Suprema o in caso di modifica della Costituzione. Entrambe le camere disponevano di proprie commissioni e potevano interrogare il Comitato esecutivo.
Il 9 aprile 1963 il parlamento venne ridenominato Assemblea della Repubblica Socialista di Slovenia (Skupščina Socialistične republike Slovenije), la quale era composta di cinque camere: l'Assemblea repubblicana (Republiški zbor, organo rappresentativo dei cittadini), l'Assemblea economica (Gospodarski zbor), l'Assemblea educativa-culturale (Prosvetno-kulturni zbor), l'Assemblea socio-sanitaria (Socialno-zdravstveni zbor) e l'Assemblea organizzativa-politica (Organizacijskopolitični zbor, i cui delegati erano espressione delle organizzazioni del lavoro). L'Assemblea della RSS poteva, tra l'altro, decidere la modifica della Costituzione, approvava le leggi e indiceva i referendum, nominava i politici sloveni alla guida degli enti pubblici, deliberava in materia di politiche sociali, eleggeva i propri funzionari, il presidente e i membri del Comitato esecutivo (governo), il presidente ed i giudici della Corte costituzionale e della Corte Suprema, oltre ad adottare decisioni su questioni di interesse generale.
La revisione della Costituzione nel 1974 definì l'Assemblea della RSS come l'autorità suprema in materia di diritti e doveri della Repubblica e diminuì le camere del Parlamento a tre: l'Assemblea sociopolitica (Družbenopolitični zbor, i cui membri erano eletti a suffragio universale diretto), l'Assemblea delle città (Zbor občin, in rappresentanza delle suddivisioni territoriali della Slovenia) e l'Assemblea del Lavoro associato(Zbor druženega dela, rappresentativa dei sindacati). Tale suddivisione tricamerale restò in vigore fino al 1991.
Tra il 1988 e il 1990, il Parlamento (Skupščina, ancora controllato dal regime comunista) approvò una serie di emendamenti costituzionali che, tra le altre cose, rafforzarono la posizione delle repubbliche all'interno della federazione, disturbando la leadership del partito comunista e legalizzato altre formazioni politiche. Il primo distacco dall'ideologica e dai principi alla base della Jugoslavia, fu simboleggiato dall'eliminazione dell'aggettivo "socialista" della denominazione della Repubblica, avvenuto a partire dal 7 marzo 1990. Nell'aprile 1990 si svolsero (ancora sotto la vecchia legge elettorale) le prime elezioni libere dopo la seconda guerra mondiale: l'Assemblea sociopolitica venne eletta a suffragio universale e diretto, mentre i membri delle altre due camere vennero eletti sulla base del principio della delega indiretta.
Il 23 giugno 1990 l'Assemblea venne ridenominata Assemblea della Repubblica di Slovenia (Skupščina Republike Slovenije), che nell'autunno del 1990 approvò una legge per istituire un referendum sull'indipendenza dello stato. Il referendum si svolse il 23 dicembre 1990 e l'88,2% dei votanti (92% di affluenza) decise per l'indipendenza della Slovenia
Il 25 giugno 1991 la sessione congiunta di tutte e tre le camere adottarono la Dichiarazione di Indipendenza dalla Repubblica socialista federativa di Jugoslavia, approvando la legge costituzionale sulla autonomia ed indipendenza della Repubblica di Slovenia, oltre a molti altri emendamenti costituzionali (a causa delle preoccupazioni su un possibile intervento delle autorità federali jugoslave, la dichiarazione d'indipendenza fu approvata il giorno prima rispetto a quello annunciato). Un secondo referendum, svolto nell'ottobre 1991, ratificò la deliberazione della seduta congiunta delle tre camere del Parlamento, con l'effetto di acquisire immediatamente l'indipendenza una volta trascorso un periodo di moratoria di tre mesi concordato nell'Accordo di Brioni . Scaduta ufficialmente la moratoria l'8 ottobre 1991, la Slovenia ottenne definitivamente l'indipendenza dalla Jugoslavia. Il 23 dicembre 1991 il Parlamento approvò la nuova costituzione slovena, che prevedeva l'abolizione dell'Assemblea di Stato a partire dal 6 dicembre 1992.
Dal 1992 il Parlamento sloveno è composto dall'Assemblea nazionale (Državni zbor) e dal Consiglio di Stato (Državni svet).

## Bicameralismo incompleto
Secondo la Costituzione della Slovenia, l'unico organo di rappresentanza generale della nazione slovena è l'Assemblea nazionale, tanto che l'opinione pubblica slovena, generalmente, fa spesso riferimento all'Assemblea nazionale come il Parlamento sloveno. Tuttavia, anche il Consiglio nazionale, organo di rappresentanza dei gruppi sociali di base, svolge un ulteriore, seppur minore, ruolo nella funzione legislativa: infatti tale organo ha un diritto di veto sospensivo sui disegni di legge approvati dall'altra camera e può chiedere che essi siano sottoposti a referendum popolare.
Per questo motivo, le opinioni degli esperti di diritto e dell'opinione pubblica slovena divergono sul fatto che il "Parlamento sloveno" sia rispettivamente un organo bicamerale oppure unicamerale, anche se la maggior parte dei giuristi lo inquadrano nell'ambito di un "bicameralismo incompleto". Nel 2008, la Corte costituzionale della Slovenia ha riconosciuto il Parlamento sloveno come organo "bicamerale incompleto".

## Sede

Il progetto (mai realizzato) dell'architetto Jože Plečnik per il palazzo del parlamento sloveno, con l'iscrizione "Katedrala Svobode" (Cattedrale della Libertà).

L'Assemblea nazionale e il Consiglio nazionale si riuniscono presso il Palazzo dell'Assemblea nazionale (Zgradba Državnega zbora) conosciuto anche come "il Parlamento" (Parlament), situato in Piazza della Repubblica (Trg republike) nel centro di Lubiana. L'edificio fu costruito in stile modernista durante l'epoca socialista slovena tra il 1954 e il 1959 dall'architetto Vinko Glanz.
Il progetto mai realizzato per l'edificio del Parlamento sloveno, progettato dall'architetto Jože Plečnik alla fine del 1940, è raffigurato sulla moneta slovena da 10 centesimi di euro.